# GoldenEye
GoldenEye is de zeventiende James Bondfilm geproduceerd door EON Productions, met Pierce Brosnan als James Bond. De film is uitgebracht in 1995. Dit is een van de zes officiële Bondfilms die niet op een boek gebaseerd is.

## Verhaal
In 1986 moet James Bond 007 samen met Alec Trevelyan 006 een fabriek voor chemische wapens in Archangelsk vernietigen. De basis zit vol explosieven waar Bond een bom opplakt, die na zes minuten afgaat. Als Bond even niet oplet waar 006 is, ziet hij dat 006 plotseling, op zijn knieën, onder schot wordt gehouden door kolonel Ourumov, het hoofd van de basis. Even later schiet Ourumov Trevelyan neer. Bond ontsnapt uit de basis en schakelt een piloot van een vertrekkend vliegtuig uit, dat dus niet opstijgt en bij een ravijn naar beneden valt. Bond gaat skydivend naar het vliegtuig toe en bestuurt het net op tijd, voor het te pletter stort. Dan ontploft de basis.
Negen jaar later is Bond, kort na een psychologische evaluatie, in Monaco waar hij een Georgische vrouw genaamd Xenia Onatopp ontmoet. Bond vertrouwt haar niet, zeker niet als hij ziet dat ze een affaire heeft met een Canadese admiraal. Via Miss Moneypenny ontdekt Bond dat Xenia verdacht wordt van banden met de Janusgroep, een organisatie van de Russische maffia. Xenia vermoordt de admiraal 's nachts, zodat een bedrieger zijn identiteit kan stelen. De volgende ochtend ziet Bond hoe Xenia en de bedrieger voor de ogen van de NAVO-top een prototype van de Eurocopter Tiger stelen. Xenia en de tot generaal bevorderde Ourumov vliegen ermee naar een geheime satellietbasis. Daar vermoorden ze de staf en stelen de chipkaart van het ruimtewapen GoldenEye, waarmee twee satellieten die een elektromagnetische puls afvuren, geactiveerd kunnen worden. Vervolgens vernietigen ze de basis door een van de satellieten te activeren. Zelf ontsnappen ze ongedeerd omdat de Tiger-helikopter tegen de elektromagnetische puls bestand is. Computernerd Boris Grishenko, die de zaak verraden heeft, gaat met hen mee. Alleen een medewerkster genaamd Natalya Simonova, die zich in de keuken verborg, ontsnapt. Ze maakt later in Sint-Petersburg contact met Boris en valt zo alsnog in handen van Janus.
De MI6 had de Tiger gelokaliseerd bij de basis, waarvan al vermoed werd dat deze misschien voor GoldenEye gebruikt werd. Door de aanval is er geen twijfel meer over het bestaan van GoldenEye, dus stuurt M Bond naar Sint-Petersburg om het hoofd van Janus op te sporen. In Sint-Petersburg wordt Bond door de CIA-agent Jack Wade doorverwezen naar ene Valentin Zukovsky, een oud-KGB'er en oude vijand van Bond, die nu een rivaliserende misdaadorganisatie leidt. Door een handige overeenkomst regelt Zukovsky dat Bond contact met de Janus-groep zal krijgen. Xenia wordt naar Bond gestuurd en valt hem aan, maar hij overmeestert haar en dwingt haar hem naar Janus te brengen. Janus blijkt niemand minder te zijn dan Alec Trevelyan, wiens dood slechts in scène gezet was. Trevelyan was van oorsprong een Kozak. In de Tweede Wereldoorlog collaboreerden meerdere gemeenschappen daarvan met de Duitsers. De repatriëring van deze Kozakken door de Britten leidde tot een massa-executie in Lienz. Trevelyans ouders overleefden, maar pleegden later toch zelfmoord. De MI6 meende dat Trevelyan te jong was om zich dit te herinneren, maar in werkelijkheid heeft hij de Britten altijd gehaat en is hij van plan om wraak te nemen.
Bond wordt verdoofd en ontwaakt in de Tiger, samen met Natalya. Hierop worden ze gearresteerd en verhoord door de Russische minister van defensie, die eerst meent dat Bond en Natalya de dieven van de GoldenEye zijn. Natalya vertelt hem echter over de tweede satelliet, terwijl Ourumov beweerde dat er maar één bestond. Ourumov beseft dat hij in het nauw zit en vermoordt de minister om Bond de schuld te geven. In het hierop volgende vuurgevecht ontsnapt Ourumov met Natalya als gijzelaar, terwijl Bond met een tank de achtervolging inzet. Ourumov brengt Natalya naar de pantsertrein van Trevelyan. Bond slaagt erin de trein te stoppen en doodt Ourumov. Trevelyan en Xenia ontsnappen en schakelen een zelfvernietigingssysteem in. Bond en Natalya komen nog net weg, maar niet voordat Natalya via de computer Grishenko traceert.
Grishenko zit in Cuba, dus gaan Bond en Natalya daarheen om de schotelantenne te zoeken. Als ze over een meer vliegen wordt hun vliegtuig uit de lucht geschoten. Na een noodlanding in de jungle valt Xenia hen aan, maar wordt door Bond gedood. Het meer blijkt vals te zijn: de schotelantenne zat eronder verborgen. Bond en Natalya vallen de basis van Trevelyan binnen. Trevelyan blijkt van plan om de tweede GoldenEye-satelliet op Londen te laten vuren, vlak nadat hij via een valse transactie de hele Bank of England heeft leeggeroofd. Bond en Natalya worden gevangengenomen, maar Natalya is erin geslaagd om de terugkeer in de atmosfeer van de satelliet in gang te zetten, zodat deze in de dampkring zal verbranden. Ook heeft ze alle codes gewijzigd zodat Grishenko deze eerst moet kraken om het ongedaan te maken. Bond en Natalya ontkomen, waarna Bond het mechanisme van de satelliet saboteert, zodat Grishenko alsnog geen contact met de satelliet meer krijgt. Trevelyan is hem echter gevolgd waarna er een tweegevecht boven op de antenne uitbreekt, totdat Bond Trevelyan van grote hoogte op de schotel laat vallen. Bond wordt vervolgens opgepikt door Natalya die een helikopter gekaapt heeft. De schotelantenne ontploft, zodat Trevelyan en Grishenko omkomen. Bond en Natalya maken een veilige landing, waarna Wade met een groep mariniers verschijnt om hen naar Guantanamo terug te brengen.

## Filmlocaties
- De Verzasca-dam aan het meer van Vogorno, Ticino, Zwitserland
- Archangelsk, USSR (in een flashback)
- Monte Carlo Casino te Monaco
- Vauxhall Cross, hoofdkwartier van MI6 te Londen, Engeland
- The Snake Ranch in Chelsea, Engeland
- Court Hall, Londen, Engeland
- Epsom Downs Racecourse, nabij Epsom, Engeland
- Arecibo (radiotelescoop) in Puerto Rico
- Nene Valley Railway in Cambridgeshire, Engeland
- Leavesden Studios in Hertfordshire, Engeland
- Somerset House in Londen, Engeland
- Sint-Petersburg in Rusland
- Cuba

## Oorsprong titel
De titel GoldenEye verwijst naar de gelijknamige chipkaart om satellieten met een elektromagnetische puls te kunnen activeren uit de film. Het was tevens de naam van het huis van Ian Fleming op Jamaica.

## Rolverdeling
| Acteur            | Personage                    |
| ----------------- | ---------------------------- |
| Pierce Brosnan    | James Bond                   |
| Izabella Scorupco | Natalya Simonova             |
| Sean Bean         | Alec Trevelyan (006) / Janus |
| Famke Janssen     | Xenia Onatopp                |
| Joe Don Baker     | Jack Wade                    |
| Judi Dench        | M                            |
| Samantha Bond     | Miss Moneypenny              |
| Desmond Llewelyn  | Q                            |
| Gottfried John    | Generaal Ourumov             |
| Alan Cumming      | Boris Grishenko              |
| Robbie Coltrane   | Valentin Dmitrov Zukovsky    |
| Michael Kitchen   | Bill Tanner                  |
| Minnie Driver     | Irina                        |
| Tchéky Karyo      | Dmitri Mishkin               |

## Productie
Pierce Brosnan zou eigenlijk al vanaf de 15e Bondfilm The Living Daylights James Bond spelen toen Roger Moore ermee ophield, maar hij zat echter al vast aan de detectiveserie Remington Steele, waardoor de rol naar Timothy Dalton ging.
Dit is de eerste Bondfilm waar Albert R. Broccoli geen producer is; Broccoli overleed een jaar na deze Bondfilm in 1996.
Het duurde erg lang voordat deze Bondfilm uitkwam. Tussen Licence To Kill en Goldeneye zat een periode van zes jaar. Dit kwam door een conflict tussen Danjaq, de vennootschap die eigenaar is van EON Productions, met MGM/UA, over de rechten op de James Bondfilms.

## Muziek
De titelsong werd geschreven door Bono en The Edge van U2 en gezongen door Tina Turner. De filmmuziek werd gecomponeerd en geproduceerd door Eric Serra.

## Computerspel
Het computerspel GoldenEye 007 is gebaseerd op deze film. Deze first-person shooter werd geproduceerd door Rareware en werd in 1997 uitgebracht op de Nintendo 64.
Eind december 2006 werd voor de pc de Bèta van GoldenEye: Source uitgebracht. Dit is een modificatie van het spel Half-Life 2. Alle levels zijn perfect nagebouwd van de N64-versie, wat ook de opzet was.
Eind 2010 is er ook GoldenEye 007 voor de Wii verschenen.

## Trivia
- Dit is tevens de eerste Bondfilm met Judi Dench als M[4] en Samantha Bond als Moneypenny.
- Het is de eerste Bondfilm sinds de val van de Berlijnse Muur en het uiteenvallen van de Sovjet-Unie. In de intro van Goldeneye wordt naar het uiteenvallen verwezen. De Koude Oorlog, Sovjet-Unie en het communisme waren vóór die tijd een veelgebruikt thema van de Bondfilms.
- Dit is de tweede Bondfilm waarvan de titel niet uit een boek van de schrijver Ian Fleming komt. De titel komt van Flemings huis op Jamaica 'Goldeneye'. Een aantal personages uit deze film kwam wel uit de verhalen van Fleming. Het plan om Londen te bombarderen komt mogelijk uit de roman Moonraker. De booswichten van beide verhalen vertonen wat overeenkomsten. Allebei doen ze zich voor als een Britse held, maar zijn in werkelijkheid niet Brits, en haten ze het land. Ook hebben ze allebei de rechterkant van hun gezicht vol littekens.
- Schrijver John Gardner maakte vlak na de film nog een boek dat gebaseerd was op de film.
- In deze film komt de Aston Martin DB5 weer terug. Deze auto kwam eerder voor in Goldfinger en Thunderball.